# Joymax
Joymax es una empresa desarrolladora de videojuegos fundada en 1997 en Corea del Sur. Es especialmente conocida por sus contribuciones al género de los MMORPG (juegos de rol multijugador masivos en línea).

## Historia y Fundación
Joymax fue establecida en 1997 y ha crecido significativamente en la industria de los videojuegos desde su creación. La compañía tiene su sede en Seúl, Corea del Sur, y ha extendido su alcance internacional a lo largo de los años, con un centro de datos en el Reino Unido y un centro de servicio al cliente en Filipinas.

## Productos Destacados

#### Silkroad Online
Uno de los juegos más emblemáticos de Joymax es Silkroad Online, lanzado en 2004. Este MMORPG está basado en la histórica Ruta de la Seda y combina elementos de fantasía con la recreación de las rutas comerciales del siglo VII. Los jugadores pueden crear personajes, completar misiones, luchar contra monstruos, subir de nivel, obtener mascotas, fabricar objetos y participar en combates PvP (jugador contra jugador) (MMORPG).

#### Digimon Masters
Otro título notable es Digimon Masters, un MMORPG basado en la popular franquicia Digimon. Joymax gestionó la versión en inglés de este juego hasta 2016, después de lo cual el juego fue trasladado a la plataforma GameKing.

## Expansión y Diversificación
Inicialmente, Joymax se centró en el desarrollo de juegos para PC, pero con el tiempo ha ampliado su repertorio para incluir juegos en plataformas móviles. La compañía ha desarrollado y lanzado varios juegos en diferentes géneros, incluyendo juegos de estrategia en tiempo real (RTS) y juegos arcade.

### Estructura Corporativa
Joymax es una subsidiaria de WeMade Entertainment, una compañía prominente en la industria de los videojuegos en Corea del Sur. Actualmente, Joymax es una empresa pública y cotiza en la bolsa de Corea del Sur.

### Impacto en la Industria
En 2022, Joymax fue clasificada como la undécima empresa más grande del sector de software y programación en Corea del Sur por capitalización de mercado. Esto refleja su influencia y éxito en la industria de los videojuegos, tanto a nivel nacional como internacional (MMORPG).

### Juegos Adicionales
Además de Silkroad Online y Digimon Masters, Joymax ha desarrollado otros juegos notables como:
- Karma Online: Un juego de disparos en primera persona que ya no está activo.
- ICARUS Online (también conocido como NED Online): Un MMORPG activo desde 2014.
- Final Odyssey: Un juego de estrategia en tiempo real lanzado en 1999.
- Wind Runner Adventure y Aero Strike: Juegos arcade lanzados en 2016.